# 拆弹专家2
《拆彈專家2》是於2020年上映的香港懸疑警匪戰爭動作片，由邱禮濤執導，劉德華監製，李敏和李昇編劇，李忠志任動作指導，劉德華、劉青雲和倪妮主演，為2017年電影《拆彈專家》的續作，但採用全新的故事線和角色，與上部沒有關聯。中国大陆和臺灣分別於2020年12月24日、12月31日上映，香港由於2019冠狀病毒病香港疫情等因素多次延期，最終於2021年2月18日公映。

## 劇情
一列載有核彈的港鐵列車衝入香港國際機場後發生爆炸，造成巨大破壞及人命傷亡，為何會發生這樣的悲劇？答案是人的憤怒可以摧毀一切，然而慶幸的是，有人戰勝憤怒從而阻止這場災難的發生。
一個劫匪打劫一間鐘錶店，離開前他將一枚手榴弹交給一個女孩用手握住。身穿防爆衣的拆彈專家潘乘風（劉德華飾）進入店內，他脫下防爆衣蓋住女孩，然後將手榴彈拿出來扔進一個沙包陣裡引爆，引起拆彈隊友董卓文（劉青雲飾）對其脫掉防爆服的責怪，乘風辯護道他這樣做是為了令女孩的緊張情緒穩定下來。某天夜晚，有人從七樓投擲腐蚀性液體砸到廟街樓下大排檔的餐桌上，造成食客恐慌並報警。重案組總督察李耀昇（姜皓文飾）帶人上樓搜查，進入一個布滿線路的住宅單位內，有一對夫婦分別被綁在裝有炸彈的相鄰兩個房間，原來是那名女子前男友的報復行為。涉案男子被重案組探員拘捕後，穿著防爆服的乘風和卓文分別進入兩個房間，二人將被綁的夫婦救出後，採取同時剪線的辦法成功拆除壓力引爆炸彈。但就在他們準備離開時，乘風發現有隻貓兒被關在單位大廳內的微波炉裡，豈料當他打開爐門將貓兒放出來時，暗藏在微波炉內的壓力炸彈被引爆，造成七樓單位地下被炸毀，卓文與乘風的一隻手都被燒傷，乘風更跌落六樓導致左腿重傷。事後乘風左腿被截肢，而卓文則無大礙。失去一條腿的乘風戴上義肢，在同是當警察的女友龐玲（倪妮飾）和隊友卓文的關照下，憑藉其頑強的意志和優異的身體素質，做了大量超出常人的身體鍛鍊和康復工作，並經常服用加巴喷丁治癒疼痛，只為能儘快回到小組繼續拆彈工作。
五年後，戴上口罩的乘風將一個手提包放進一個儲物櫃裡，後來一個年輕男子取出手提包，並身穿博士服來到一座政府辦公大樓，進入四十樓的教育統籌局辦公室後拿出遙控器引爆藏在博士服內的炸彈，造成多名人員傷亡。針對此次人體自爆事件引起的恐慌，警方對媒體表示香港不是恐怖組織襲擊的目標；另一方面，身為反恐特勤隊總督察的玲則被警務處副處長陳Sir（鄭子誠飾）委以重任，負責調查此宗爆炸案。原來那名自爆的博士生叫張志文（蔡瀚億飾），他的博士生女友於六個月前跳樓自殺，導致他最近加入一個名為「復生會」的新興極端組織並展開獨狼式的恐怖襲擊。該組織首腦為馬世軍（謝君豪飾）和「大衛」，世軍是一個香港富家子弟，畢業於倫敦政治經濟學院，後來成為一個無政府主義者，參加過西雅圖示威活動，回港後因痛恨其家族財富來自於鸦片贸易，就在港策劃領導一次襲擊國際快餐連鎖店的暴力事件，保釋期間棄保潛逃離港。幾年前警方得知世軍利用假護照秘密回港，並招募一批人準備伺機展開恐怖活動，陳Sir讓玲追查世軍的下落，並查清另一領導人「大衛」的真實身份。
幾個月後，乘風駕駛一輛車子到一間餐館附近，他在餐館內喝咖啡時一名年輕男子上前檢查裝載於車子內的手提包，卻在開走車子時與另一輛剛經過的車子發生碰撞，引來交通警察前來調查，在旁觀望的乘風悄悄將車子內的手提包取走。晚上，在一間五星級酒店「香島酒店」裡，穿上酒店員工制服的乘風將一個亮燈儀式箱擺好，當他在三樓準備搭升降機離開時遇到酒店一名外籍保安的盤問，乘風就在升降機內與之打鬥並制伏對方，酒店安保中心通過閉路電視發現此情況就鎖住該升降機並派人去圍捕乘風。乘風將保安絞暈後拆掉閉路電視攝像頭，再經升降機井道爬到一部運行中的升降機而逃到十樓。乘風為躲避保安闖進一間客房，在聽到亮燈儀式即將開始和房外保安獲得房卡開門後，就從客房露臺跳進酒店的游泳池，亮燈儀式箱控制杆啟動後，藏在裡面的炸彈發生大爆炸，造成了巨大傷亡和破壞力，並使得游泳池底外牆被震至碎裂，導致躲在池底的乘風隨著水流墜落到地面撞傷頭部陷入昏迷，其義肢也脫落。帶隊前來調查爆炸案的玲和卓文在此遇到許久未見並昏迷中的乘風，儘管兩人都不願相信案件是乘風所為，不過其已成為爆炸案的重大犯罪嫌疑人。陷入昏迷的乘風被送入「明心醫院」接受治療，負責偵辦爆炸案的總督察耀昇在乘風醒來後質問其所幹之事，然而此時乘風卻已失憶，對他自己、別人以及自己的所作所為毫無印象。通過醫療儀器對其腦部的檢測，警方得知乘風患上「創傷後失憶」，其「陳述性記憶」全失，只保留「程序性記憶」。世軍與「復生會」成員見面，包括「金錢（袁富華飾）」錢家安、「奴隸（劉浩龍飾）」司徒偉、「狙擊手（凌文龍飾）」小克、還有「犀牛（馬浴柯飾）」以及其所領導的一批僱傭兵，世軍表示「復生日」即將來臨，而這一計劃的實現除了等待「大衛」的到來，不能缺少組織重要成員「暴雪」的參與，原來「暴雪」就是乘風的暗號，所以「復生會」就派人到醫院把乘風救出。
坐在輪椅上的乘風被帶去進行磁力共振掃描時，從升降機告示上得悉義肢及矯形部在二樓，準備伺機逃離醫院，他趁掃描前被除下手銬時，從負責看守的一名警察搶到一支手枪，恰好遇到世軍派來解救他的多名「復生會」僱傭兵，手持重型槍械的僱傭兵與總督察耀昇帶領的警察在醫院發生激烈槍戰導致多人傷亡，乘風就趁機躲避警察的追捕，並進入二樓的義肢房找到一副義肢裝到自己腿部，再跳到地下用槍脅迫一名廂型車司機逃離醫院。後來他用被劫持司機的錢購買一部舊式手機和一張电话卡，根據腦中記憶撥打一個手機號碼，原來是玲的手機號碼，但她收到後並未接聽。乘風又到一個网吧上網，通過搜索「潘乘風」得知自己以前是名拆彈專家，在一次任務中失去一條腿。跟他關係很好的同事叫董卓文，並用手機拍下卓文的相片。在乘風準備離開網吧時，被通過天網監控得知其下落前來追捕他的耀昇人馬發現，反恐特勤隊隊員亦加入追捕。身手敏捷的乘風拼命逃竄，跑進人流密集的花園街與市集內，可是都還是被追捕他的隊員包圍，於是闖入一間超級市場利用麵粉製造粉塵燃燒，再從後門躲入通菜街一個小巷並遇到玲，通過確認其撥打過的那個手機號碼，得知玲就是他要找之人。玲問乘風「執行的任務」是否還要繼續下去，令他感到茫然，之後玲幫他躲避警方的追捕。
乘風根據搜尋得來的資料，跟蹤卓文並進入他的車子內，翌日卓文上車時，乘風用槍脅迫卓文到一個偏僻之地，追問他自己是一個怎樣的人。卓文講出三個階段的潘乘風：斷腿前他是一個不顧個人安危盡職盡責的拆彈專家，斷腿後行事偏激與周圍同事關係都鬧僵。只因他不願屈從上級吩咐他從事非前線職位的安排，不僅與上司當面言語衝突，還在一次警隊的授勳典禮會場上公開展示一個寫上「警隊忘恩負義 用完即棄」的黑色橫幅表達對警隊的不滿情緒，被新聞媒體大肆報導。後來乘風離開警隊從事修車工作，很少與以前的警隊同事來往，只出席過卓文母親的喪禮。乘風又問，玲告知他還有任務在身，但不知是什麼任務，卓文對此也感到費解，因為乘風已離開警隊多年。事後卓文去找玲詢問乘風有什麼任務，玲以乘風的任務是警隊機密為理由不能回答。
玲約乘風在車內會面，講述乘風的一些過往經歷，包括兩人在酒會上的相遇、乘風在斷腿後的性情大變、因工作調動的不滿導致他主動提出的分手，還有就是乘風在做修車工作時玲請他潛入「復生會」之「臥底任務」。後來玲又帶乘風到一個聲稱是其秘密居住地的住址，並交給他一個有竊聽和定位功能的手表，期望他能繼續完成任務，制止「復生會」的恐怖襲擊。玲離開後，乘風以「臥底」的身份在互聯網聯繋「復生會」，並相約前往其秘密據點。
卓文在警局內向陳Sir查問乘風的「任務」是什麼，原來乘風在酒店爆炸案中失憶後，玲向陳Sir獻出一計，在心理學家和腦科醫師的幫助下，向乘風的腦部植入一些假記憶。例如：龐玲、電話號碼和「臥底任務」等信息，以讓乘風能成為玲聯繫負責的「臥底」，從而協助警方調查「復生會」。卓文指責玲與陳Sir不該如此利用乘風，玲則辯稱這樣做其實是在幫助乘風和救贖他所牽涉的酒店爆炸案，使乘風因為協助警方制止「復生會」的恐襲，而有機會得到法官輕判。
在餐館内的乘風被「復生會」派岀的一輛多功能休旅車送往「復生會」的秘密據點，這是一艘躉船，躉船內幾名成員都歡迎暗號為「暴雪」的乘風歸來。乘風通過視頻連線看到世軍以及「大衛」，原來大衛不是人物，而是美军在冷战時期研發的一種小型核彈——「大衛炮」。「犀牛」還告訴乘風原來居住的地方已被警察包圍並呼吁他不要再回去，乘風通過視頻看到該處與玲之前帶他去的住址並非同一地點，使他意識到玲所言並非實情，自己是「復生會」真正成員而非臥底，之後他將那塊手錶取下裝入一個袋子裡，令警方無法再竊聽到「復生會」的情況。
「復生會」成員「狙擊手」小克放置一個箱式炸彈置於一處廣場地面上，其他成員把躉船開到公海後通過現場直播來讓他們觀看過程。卓文身穿防爆服負責拆解炸彈，發現此炸彈若爆炸會破壞地下電纜並引起地下天然氣的大爆炸，造成區域性災難。卓文通過炸彈上面所放的一部手機與身在廣場附近一座樓頂的「狙擊手」通話。「狙擊手」問卓文能不能一邊拆彈一邊拯救同事，接著卓文吩咐拆彈同事陳景圖取工具給他，豈料景圖受到狙擊腿部受傷倒地，另一位同事想要救景圖時也中彈倒地。忙於拆彈的卓文背部受到多次狙擊但因有防爆服保護並無大礙，多次被擊中的景圖與另外一人則不幸罹難，卓文成功拆彈後，玲率領隊員抵達「狙擊手」所在之樓頂將其擊斃。兩名警員與「狙擊手」之死分別讓警方與「復生會」都感到悲痛，並使到觀看直播的乘風再次發生重要的內心轉變，為警員殉職難過的他又重新戴上那塊手錶決心協助警方。
警方在兩名警員殉職的地點做法事時，乘風再次去見玲，在遠處拜祭後對她表示已知道自己是真的恐怖分子而非臥底，但是願意繼續協助警方，亦告訴她「大衛」就是一組核彈以及其破壞力，還有「復生日」乃「復生會」執行的計劃，但是乘風還是不清楚計劃内容，最後兩人吻別分開。乘風回到躉船後被同夥綁起來帶到世軍所在的大本營，並把躉船炸毀，原來乘風與玲秘密碰面被發現，結果乘風被世軍禁錮。乘風辯解自己只是去跟前女友見面，可是她的身份已被「復生會」成員查出。世軍稱自己像《水滸傳》裡的晁盖負責出錢，而乘風似宋江負責出點子，但是最後宋江卻被朝廷招安出賣組織害了大家。世軍質問乘風為何要出賣組織，因為參考1993年世界貿易中心爆炸案的「復生日」計劃可是乘風自己想出來的。乘風辯稱自己什麼都不記得，世軍就向其說出兩人過往經歷：小学時乘風出手相助經常被同學欺負的世軍，二人成為好友，但後來世軍往英國留學，兩人漸漸沒有來往。年輕時厭惡政府的世軍後來發現乘風加入警隊成為拆彈專家，感到十分失望，直到世軍看到乘風因拆彈工作時斷腿以及後來與警隊間出現矛盾的新聞，以及從網上看到疑似是乘風寫下極端思想的留言，促使世軍主動寫信給乘風並附上一張機票，令二人多年後終於在尼泊尔重逢。在玩高空跳伞時兩人產生一致的極端報復思想——需要用游離輻射去「淨化」這個已經「病態癌化」的世界。已失去這段記憶的潘乘風此時知道「復生日」的策劃乃源自他本人，卻因為良心發現，所以苦苦哀求世軍停止恐襲，但世軍決心已定，他開啟綁在乘風頸上的倒數計時炸弹裝置後，帶領大批人馬以及裝有武器的車子離開大本營去執行2月26日當天的「復生日」恐襲計劃。玲和卓文等人通過追蹤手錶定位來到大本營，乘風就告訴他們「復生會」正前往國際金融中心展開恐襲計劃，卓文拆除炸彈時乘風回憶起小時候與世軍玩過的一款排列組合遊戲珠璣妙算，讓卓文用一致的四個紅色小珠幫其解開密碼鎖逃過一劫。「復生會」據點的圖紙令乘風回想起來部分記憶，於是與隊員一起立即趕赴國金阻止恐襲。
「復生會」兩名成員「金錢」與「奴隸」將一輛載有大量C4炸药的廂型車開入國金地庫停車場的主力結構柱旁，計劃炸倒二期再砸倒西南方的一期。同時，「犀牛」率領一組僱傭兵衝入青衣車務控制中心，世軍就率領另一組僱傭兵衝入港鐵香港站挾持多位人质，將數枚小型核彈「大衛」和另一批C4炸药搬進一列機場快綫車廂內由世軍駛離香港站。
根據乘風回憶與陳Sir指揮調度，拆彈小組警長倫定邦（吳卓羲飾）與另一名同事肥司（趙永洪飾）在停車場裡尋找炸藥車，「金錢」與「奴隸」開槍試圖制止他們時被擊斃。拆彈小組找到那輛已開啟引線的炸藥車後，隨即熄滅引線並把車子開走。當得知「復生會」已將核彈和C4炸药搬運到世軍駕駛的機場快綫列車上，乘風回想起「復生日」計劃還利用炸開的兩節C4炸藥車廂炸毀沿途重要基建、最後利用裝有核彈的前部車廂炸毀香港國際機場，於是提議通過青衣車務控制中心將世軍駕駛之列車煞停於青馬大橋，然後再用炸藥車內的炸藥炸斷兩端大橋將列車落入馬灣海峽中引爆核彈，以此來降低核輻射之破壞力。駕駛列車的世軍在經過九龍站時將後面一列車廂炸斷，欲利用車廂裡的C4炸藥炸毀九龍站及附近的西九龍環球貿易廣場和圓方，定邦駕駛一輛停在附近軌道上的空置列車推動那列車廂向大橋方向而去。警方使用一架直升機吊起乘風與卓文搭乘的那輛炸藥車趕赴青馬大橋，兩人將車上的炸藥綁在大橋南側兩邊的吊柱上。同時玲帶領一批特警乘坐另一架直升機從樓頂攻入青衣車務控制中心，切斷照明後佩戴夜視鏡並打死劫持那裡的多名「復生會」成員，然而列車控制設備卻因中彈而失去控制功能，無法截停世軍的列車。當得知無法截停列車而引爆後乘直升機逃離安全區域的時間又不夠時，乘風堅持獨自留下來引爆炸藥，讓卓文乘坐直升機立即離開，因為他要對自己犯下的過錯負責。世軍的列車行駛到大橋東端後又有一節車廂被炸停，乘風在列車到達大橋中間時引爆炸藥，大橋斷裂令急駛而來的列車墜入海底，劇烈撞擊力引爆車內核彈，乘風與世軍同歸於盡，大爆炸引起的衝擊力令珀麗灣的玻璃震碎，而爆炸引起的海啸向馬灣衝去。面對此次毀滅性的爆炸場面以及乘風的壯烈犧牲，讓坐在直升機裡的卓文、駕駛列車的定邦，以及在電話那端負責指揮調度的玲等人都悲痛不已。
事後，一直對於乘風念念不忘的玲對臨床心理學家王教授說自己想通過醫療手段清除個人記憶，但她卻不願忘記與乘風在酒會上初次相識的那次經歷。當時乘風故意將紅酒倒在她的制服上而引起她注意。

## 角色
| 演員                        | 角色    | 介紹 |
| 劉德華                      | 潘乘風  | 阿風 UI63660 前爆炸品處理課總督察、離職後為汽車維修工作、最後犧牲 董卓文摯友 龐玲前男友 馬世軍舊同學 「復生會」成員「暴雪」（Blizzard） 在一次任務中意外觸發炸彈炸斷左腿 因為警方不接納其恢復前線工作申請，從而思想變得偏激 在網上的言論被馬世軍看見，後同意合作成立「復生會」 於五年後「復生會」的任務中雖成功引爆炸彈，但自己卻受到波及導致創傷性失憶 甦醒後逃離醫院，被警方列為頭號通緝犯 住院期間被植入假記憶，誤以為自己是警方臥底，後因為種種與假記憶有違的事件識穿，但仍然同意與警方合作搗破「復生會」 於「復生日」當天被知悉與龐玲見面一事的馬世軍捉走，於過程中回復關於「復生日」詳情的記憶 最後與龐玲交待完最後說話後引爆與董卓文在青馬大橋上布置的炸彈，與馬世軍同歸於盡 |
| 劉青雲                      | 董卓文  | 潘乘風摯友 爆炸品處理課總督察 目睹潘乘風炸斷左腿，自己亦燒傷手 五年後香島酒店爆炸案件中重遇成為「復生會」成員的潘乘風 被甦醒後逃脫的潘乘風挾持，得悉龐玲提議對潘乘風植入假記憶並對此反對，但後來知道龐玲想助潘乘風贖罪後對此事無言以對 於「復生日」協助解除被馬世軍捉走的潘乘風身上的炸彈，並獲悉「復生日」的詳情，後與潘乘風前往青馬大橋布置炸彈阻止馬世軍 最後於潘乘風引爆炸彈前跳上直升機離開，目睹潘乘風與馬世軍同歸於盡 |
| 倪妮（粵語配音：趙伊禕）    | 龐玲    | 潘乘風前女友 現任反恐特勤隊總督察 與潘乘風分手五年後獲悉成為「復生會」成員的潘乘風失憶後，為了助潘乘風贖罪向副處長提議向潘乘風植入假記憶，後被潘乘風識穿，但其仍然同意與警方合作搗破「復生會」 植入假記憶一事被董卓文反對，但其得悉植入假記憶的用意後對此事無言以對 於潘乘風被捉走後一直跟蹤捉走其的手下，找到其後得悉「復生日」的詳情 成功救下港鐵控制中心職員，但控制系統被流彈擊中無法停下馬世軍駕駛的機鐵，並被董卓文告知潘乘風留下引爆炸彈 最後於潘乘風引爆其與董卓文於青馬大橋上布置的炸彈前在通訊裝置中與其含淚告別 |
| 謝君豪                      | 馬世軍  | 本片終極大反派 恐怖組織「復生會」首腦「獨行者」（Maverick） 無政府主義者，極端理想主義者，具強烈的報復心理 潘乘風小學同學兼舊朋友 曾就讀倫敦政治經濟學院 得悉潘乘風左腿炸斷後看見其網上的言論，與其合作成立「復生會」 知悉潘乘風與龐玲見面，於復生日當天捉走潘乘風，令其回復關於「復生日」所有詳情的記憶 於「復生日」當天挾持機鐵，以圖炸毁整個機場及國際金融中心等重要建築 最後機鐵到達青馬大橋時，青馬大橋被潘乘風與董卓文於橋上布置的炸彈炸毀，駕駛的機鐵隨着橋身斷開衝下海，與潘乘風同歸於盡 |
| 姜皓文                      | 李耀昇  | 重案組總督察 李長官 負責香島酒店爆炸一案，誓要將失憶的潘乘風捉拿歸案 於「復生日」當天下令疏散國金商場範圍內所有人，再到香港站擊斃挾持人質的「復生會」僱傭兵 |
| 吳卓羲                      | 倫定邦  | 阿邦 拆彈小組警長 於「復生日」當天在國金二期搜索裝有炸藥的廂型車並熄滅引線，再到香港站駕駛列車將炸彈列車推到青馬大橋 |
| 黃德斌                      | 陳景圖  | 阿圖 拆彈小組警長，因取工具給董卓文時遭受到「復生會」的「狙擊手」狙擊中腿部受傷倒地，最後被連續射擊而殉職 |
| 趙永洪                      | 肥司    | 拆彈小組警長 |
| 張揚                        | Mon     | 拆彈小組警長 |
| 劉天龍                      |         | 爆炸品處理課隊員 |
| 蔡瀚億                      | 張志文  | 「復生會」成員「博士生」（Doctor），穿著博士袍在教育統籌局當場引爆身亡 |
| 馬浴柯 （粵語配音：林敬剛） | 犀牛    | 「復生會」成員兼僱傭兵的大老闆 真名不詳 最后在鐵路車務控制室與反恐特勤队駁火时，因走投无路而開槍試圖破壞控制系統後自杀身亡 |
| 袁富華                      | 錢家安  | 「復生會」成員 「金錢」（Money） 最后在國金停车场因制止伦定邦和肥司尋找炸弹而展开枪战，最终被伦定邦及肥司击毙 |
| 劉浩龍                      | 司徒偉  | 「復生會」成員 「奴隸」（Slave） 帶著潘乘風提供的手提包駕駛時撞車，之後旁邊的潘乘風將那個手提包取回 最后在國金停车场因制止伦定邦和肥司尋找炸弹而展开枪战，最终被伦定邦及肥司击毙 |
| 凌文龍                      | 小克    | 「復生會」成員「狙擊手」（Sniper） 在樓頂上射擊警員而干擾廣場上董卓文等人拆彈，最後被龐玲帶人抵達他所在之樓頂將其擊斃 |
| 洪天明                      | King    | 反恐特勤隊高級督察 |
| 鄭子誠                      | 陳偉強  | 陳Sir 警務處副處長（行動） 教統局爆炸案發生後委派龐玲追查「復生會」幕後主腦 潘乘風失憶期間接納龐玲的建議，請來腦科醫生和心理學教授來為潘乘風植入假記憶 「復生日」當天指揮各隊員的制止恐襲行動 |
| 張俊杰                      | Stephen | 重案組督察 李耀昇下屬 |
| 甄詠蓓                      | 王靜儀  | 心理學教授 協助警方在潘乘風的腦中植入假記憶 |
| 黃家榮                      | 林志明  | 腦科醫生 協助警方在潘乘風的腦中植入假記憶 |
| 梁卓美                      | 黃麗玲  | 香島酒店清潔女工 於酒店遇上爆炸當埸身亡，原本做到當日退休 |
| 鍾淑芬                      |         | 跳樓自殺女博士，張志文（博士）女友 |
| 陳嘉倩                      |         | 新聞報道員 |
| 陳沛妍                      |         | 鐘錶店人質 被劫匪交予手榴彈 |
| 黎志偉                      |         | 鐘錶店劫匪 |
| 鍾志光                      |         | 警司 |
| 顧紀筠                      |         | 警司 |
| 梁健平                      |         | 潘乘風主診醫生 |
| 楊吉璽                      |         | 保安局局長 |
| 方紹聰                      |         | 被挾持司機 |
| 崔錦棠                      |         | 警司 |
| 周祉君                      |         | 被綁男子 |
| 吳海昕                      |         | 被綁女子 |
| 梁天尺                      |         | 炸彈狂徒 被綁女子之前男友 |
| 董敬文                      |         | 反恐特勤隊員 |
| 姚宏遠                      |         | 反恐特勤隊員 |
| 鄭詠謙                      |         | 反恐特勤隊員 |
| 陳俊堅                      |         | 反恐特勤隊員 |
| 余應彤                      |         | 反恐特勤隊員 |
| 吳雲甫                      |         | 反恐特勤隊員 |
| 黃天信                      |         | 反恐特勤隊員 |
| 林宥喬                      |         | 反恐特勤隊員 |
| 王致迪                      |         | 反恐特勤隊員 |
| 梁皓楷                      |         | 反恐特勤隊員 |
| 葉朗鉦                      |         | 反恐特勤隊員 |
| 陳俊堅                      |         | 反恐特勤隊員 |
| 李嘉晉                      |         | 軍裝警員 |
| 黃得生                      |         | 軍裝警員 |
| 趙璧渝                      |         | 軍裝警員 |
| 張詩欣                      |         | 軍裝警員 |
| 李煌生                      |         | 軍裝警員 |

## 制作

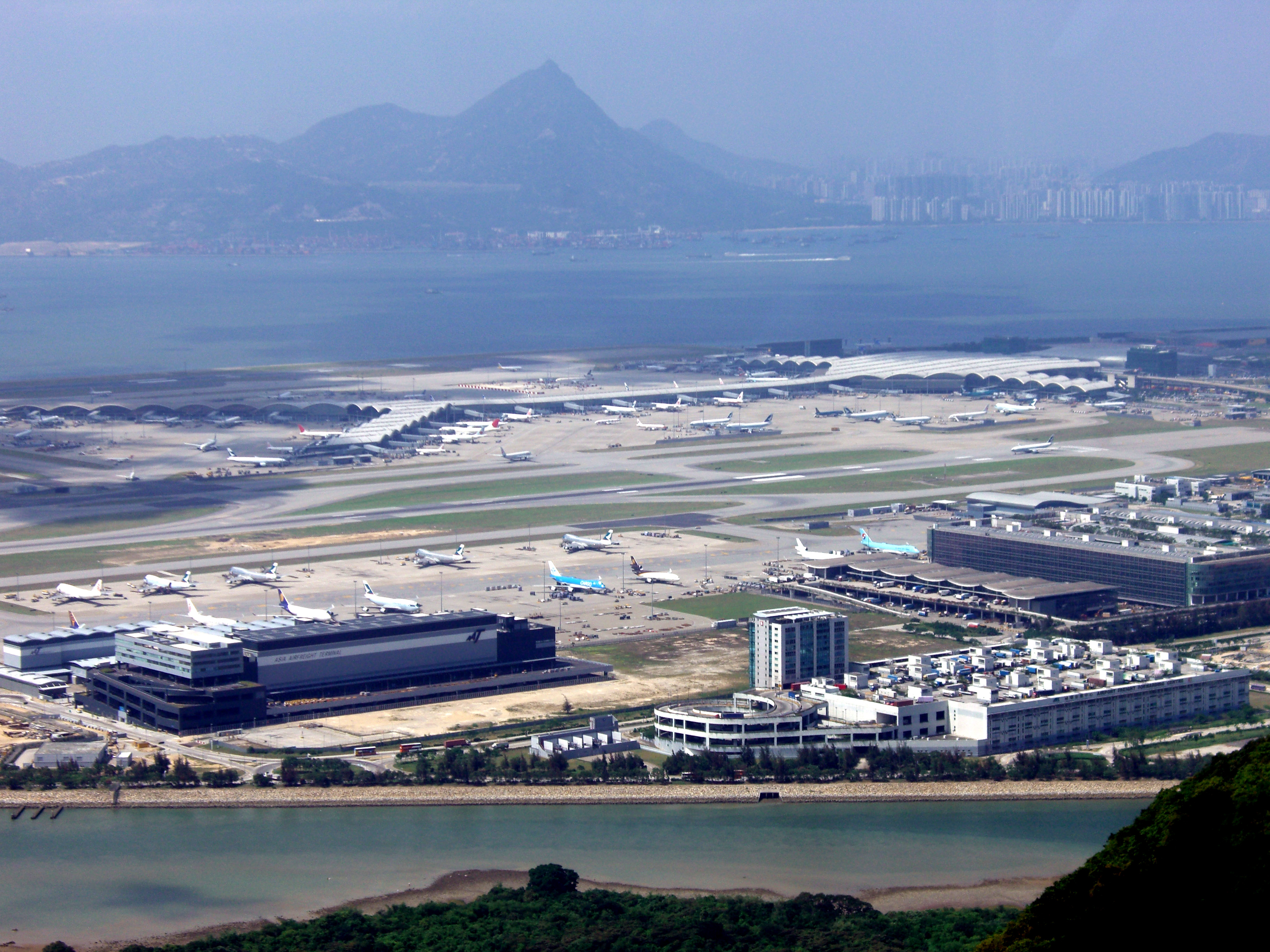
从大屿山的凤凰山上俯瞰香港国际机场

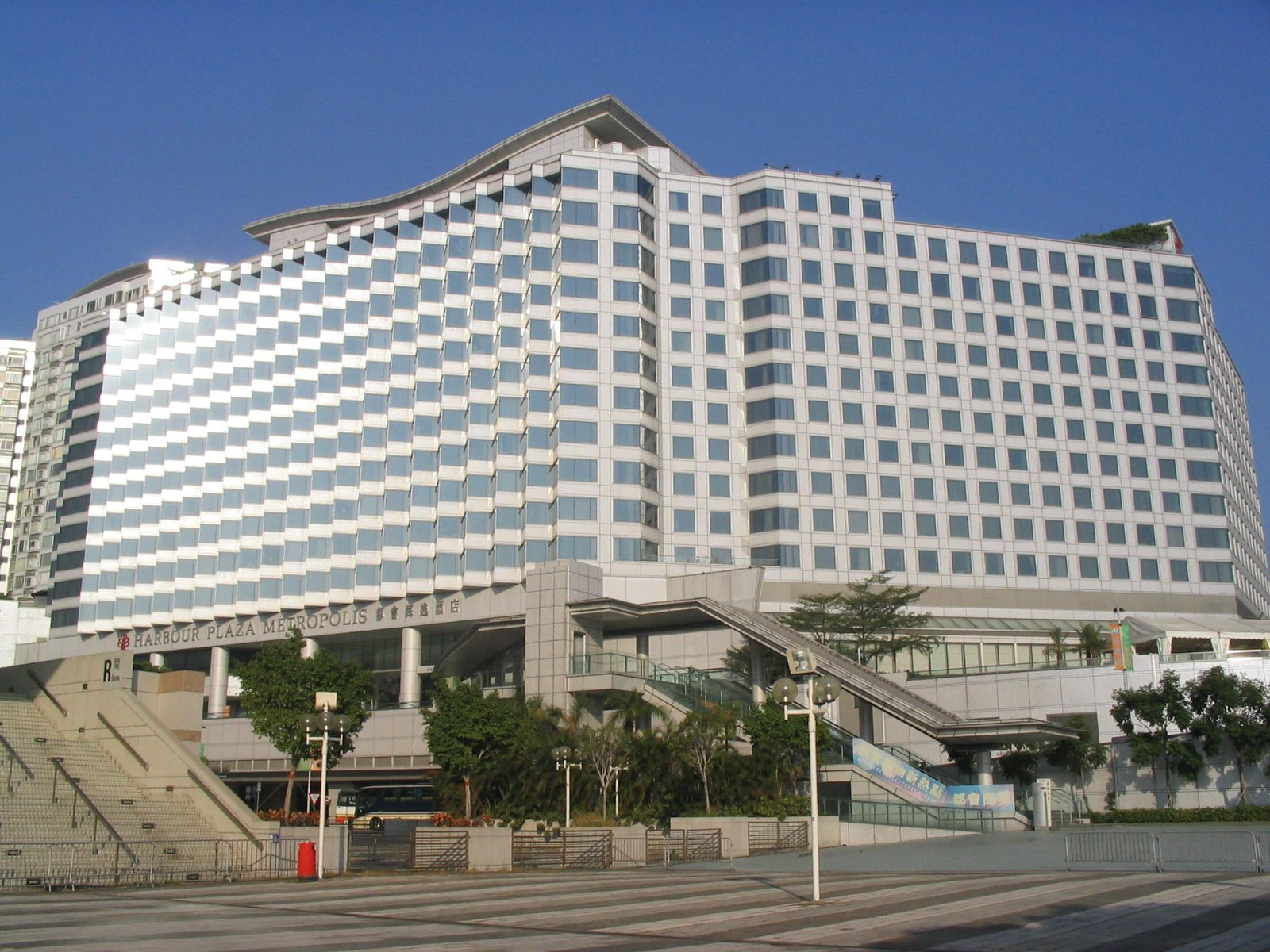
香島酒店爆炸案件中的取景地——紅磡都會海逸酒店

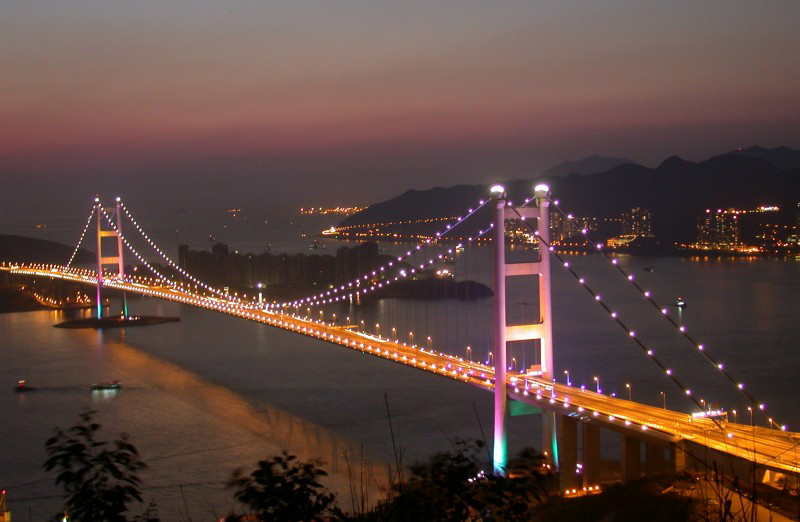
影片故事高潮发生地青馬大橋的夜景

2018年3月，寰宇娱乐集团宣布将会推出刘德华和邱礼涛携手回归的续作《拆弹专家2》。2019年3月28日在香港举办开机仪式，刘德华、刘青云、倪妮、谢君豪、姜皓文、吴卓羲、黄德斌等演员亮相。这是继1999年的《暗战》和2002年的《呖咕呖咕新年财》后刘德华与刘青云的第三次電影合作。同年5月8日举行煞科宴，刘德华表示后期制作将会花十个月以上时间。
邱礼涛表示，第二部除了全新角色、全新故事外还会有“新炸点”，有核弹等元素的加入，特效与爆炸场面相比前部会更加震撼，观众会为青马大桥、赤鱲角机场的安危心悬一线。谈及新角色，刘德华说：“第一部的角色比较直接，浮动不会那么大。但是这一部的潘乘风，波动很大，表演上面需要更大的张力和配合。”为了饰演残障拆弹专家潘乘风，刘德华拍摄时几乎一半时间都要戴假肢拍摄，从心理到身体模拟残障人士。为了拍好片中大量的动作戏，他从拍摄前期开始健身训练，以让体能保持最佳状态。刘德华和刘青云都要身穿80斤重的新型防弹服在高温天拍摄，还有在十几层楼高的吊车里拍摄的危险场面。倪妮从小的梦想就是当一名警察，为了演好女警，她在拍摄前就开始健身、增重、练枪等准备工作。
為了讓電影中的爆炸場面更具衝擊力，導演邱禮濤帶劇組收集了大量資料，製作與電影場景「同款」的實景微縮模型，以模擬爆炸效果。采用大量的实景拍摄，取景地囊括中环、旺角、机场地铁站、庙街等人流量巨大的地点；参与拍摄的车辆包括警车、拆弹车、消防车、救护车、CID用车等，调度难度相当大。邱礼涛也坦言：“第二部想带给大家更真实、更震撼的观影体验，但不想只靠特效，所以加入了大量实景拍摄。”为了呈现更好的效果，也为了全剧组的安全，邱礼涛在拍摄时非常谨慎细致，研究青马大桥的数据、反复试验炸弹的吨数和位置、详细设计炸毁位置与效果，就连电路板也要亲自确认。電影畫面不少以CGI形式呈現，後期製作由Free-D Workshop（叁飛工場）負責。

## 歌曲
2020年12月3日，由刘德华和倪妮演唱的电影主题曲《相信我》在网上发布，它由刘德华作词，蔡晓恩作曲编曲，陈德建监制，成为继2013年《盲探》主题曲“盲爱”(粤语版)及“不盲不爱”(国语版)时隔7年后刘德华再次推出的男女对唱歌曲。
| 曲別   | 歌名       | 作曲   | 編曲   | 作詞   | 演唱         | 監製   |
| ------ | ---------- | ------ | ------ | ------ | ------------ | ------ |
| 主題曲 | 《相信我》 | 蔡晓恩 | 蔡晓恩 | 劉德華 | 刘德华、倪妮 | 陳德建 |

## 发行
影片最初定于2020年暑期上映，由于新冠肺炎疫情的影响而被迫推迟上映。2020年7月22日，定档预告曝光，宣布将于12月24日上映，成为首部定档贺岁档的影片。9月下旬，新海报和“谜团”版预告片发布。11月27日下午，邱礼涛、刘德华和倪妮在厦门举办的第33届金鸡电影节出席“新品拆箱”发布会宣传活动。11月29日，IMAX专属海报曝光，电影加入IMAX行列。由于阿里影业是影片的一大投资和发行方，12月4日晚，刘德华和邱礼涛作客淘宝直播主薇娅的广州直播间宣传电影并促销了66万张电影票优惠券。12月10日，终极海报和预告片发布，并宣布全面开启预售。12月17日晚，倪妮、马浴柯和洪天明出席在北京万达影城举行的首映礼。並在北美、澳州和新西蘭等地小范围上映。香港及馬來西亞原預定與中國大陸同步上映，由於2019冠狀病毒病疫情及其他因素而延期。香港先延至2021年1月7日，之后又连续多次延至1月21日、1月28日、2月4日、2月18日。
《拆彈專家2》在香港於2021年11月16日在Disney+的全新OTT平台星空+（英語：Star+）上線。

## 评价
影片在剧情发展、动作场面、演员表演、视听效果等各方面都普遍获得好评，被一些影评人赞为“港片之光”、“年度最爽港片”、“超水准之作”，是少有的质量明显超越第一部的续集电影。头尾分别在机场和大桥处发生的两次核爆场面带给观众震撼的视听冲击。三位主角刻画到位，尤其刘德华呈现炸裂演技，其饰演的“拆弹专家”潘乘风经历了从身体到心理几个不同阶段，有观众表示，“刘德华把人物性格前后的反差，塑造的入木三分，看到了三个不同维度的潘乘风，表演真的张弛有度”、“一部电影里，是三个不同性格的刘德华。执行任务的正义凌然，受挫后的偏执失落，失忆后的茫然不安，非常有层次，并行不乱，层层铺垫，把情绪推到最高潮。”
1905电影网作者“Serko”写道：“《拆弹专家2》是近年来香港相关题材电影的集大成之作，不仅香港导演擅长的爆破、格斗场面带来极好的观感，在角色的性格塑造上，邱礼涛也用了一番心思，让潘乘风这个角色非常丰满，由角色的性格推动剧情发展，所以看到的冲突都像是潘乘风自己的选择。正如导演王晶在看过电影后所说的：『说港片已死的那些混账，闭嘴回家睡吧！』”
《聯合早報》影评：《拆2》虽与前集电影的故事乃至人物没有任何关系，但邱导仍通过一些细节设计来实现系列的串联。比如开场解除小女孩掌中手雷的情节，就呼应了前集男女主角引爆手雷的桥段。更加难能可贵的，是《拆2》进一步向原汁原味港片的回归。喧嚣市集里的缠斗，狭窄陋巷间的追逐，滚滚车流中的闪辗，楼顶桥头上的腾挪。逼仄的空间强化了情绪气氛的紧张，搏命的摔跳凸显出设计剪辑的功力。这些香港电影经年磨砺而出的精华，在影片中有淋漓尽致的发挥，让观众再次体验到香港“动作片”的高度精巧。
匯集中國大陸衆多知名影評人之觀點的網誌《影向標》，爲《拆彈專家2》錄得共十四位專業影評人的評論，並統計出高達7.4的平均分。這一分數在《影向標》2020年統計的華語故事片中位列榜首；此外同年僅有一部華語紀錄片《掬水月在手》曾以五位影評人之評論獲同樣7.4高分。即便置於《影向標》2020年的全球電影榜單，7.4分亦是僅次於《理查德·朱维尔的哀歌》之7.8分（十一人評）和《1917》之7.5分（十人評）的第三高分（《影向標》僅收錄已在中國大陸院線公映的新片）。在烂番茄上根据15篇专业影评，新鲜度为87%。

## 票房
中国大陆首周四天收入4.2亿人民币列第一位，次周收4.02亿列第三位，第三周收1.43亿继续第三位，1月14日突破10億人民幣，成為中國影史第80部票房突破10億元的作品，也是继2019年《扫毒2天地对决》后刘德华主演、邱礼涛导演的第二部过十亿作品。1月22日上映第30天突破11亿元，1月31日第39天过12亿，2月10日第49天破13亿。在春节前仍然蝉联多日票房冠军；最终累计票房13.14亿超过此前内地最高票房港片《扫毒2天地对决》，成为港产片大陆市场票房冠军（其後被《怒火》超越）。
台湾首周4天收获2788万新台币居第三位，第二周收2307万列第二位，累計票房5095萬。第三周票房突破6000萬；第四周票房累計7766萬；第五周票房累計8354.6萬。2月17日突破9000萬。
澳洲和新西兰分别收入30.7万和8.24万美元，澳洲和新加坡成為2020年度當地上映華語電影票房第2位。阿联酋取得8万美元。
香港戲院在停業70多天，大年初七（2月18日）重開，按防疫规定影厅只能售一半座位，《拆彈專家2》單日票房收117萬港元成為開畫兼單日冠軍。首4日票房在戲院限座情況下大收639萬，截至2月28日上映第二個星期票房收1,344萬，并蟬聯两週票房冠軍。
| 上一届： 《紧急救援》 | 2020年中国内地一周票房冠军 第51週 | 下一届： 《送你一朵小红花》 |
| 上一届： 不適用       | 2021年香港一週票房冠軍 第7-8週    | 下一届： 《靈魂奇遇記》     |

## 軼事
- 片中恐怖組織「复生会」所使用的核彈爲八枚M388型炮彈。[43][44]

- 潘乘风断腿后经常服用一种叫加巴喷丁的药物，它在片中多次出现，暗示其人格性情的转变与服用此药物有一定的关联。

- 電影攝於機場二號客運大樓封閉之後，但由於當時機場快線列車沒有撕去相關指示貼紙，可誤導觀眾認為電影於封閉前拍攝。

- 與無線電視劇《機場特警》一樣，由於機場禁區不能拍攝，因此要借用啟德郵輪碼頭內完成拍攝工作。

- 馬世軍在電影高潮所駕駛的核彈列車為一列港鐵機場鐵路Adtranz-CAF列車，有網民更調侃為「馬世軍快樂車」。

## 獎項
| 年份   | 颁奖典礼                   | 奖项               | 姓名                           | 结果 |
| ------ | -------------------------- | ------------------ | ------------------------------ | ---- |
| 2021   | 第30届华鼎奖               | 中国电影最佳影片   | 《拆弹专家2》                  | 提名 |
| 2021   | 第30届华鼎奖               | 中国香港最佳影片   | 《拆弹专家2》                  | 提名 |
| 2021   | 第30届华鼎奖               | 中国电影最佳导演   | 邱礼涛                         | 提名 |
| 2021   | 第30届华鼎奖               | 中国电影最佳编剧   | 邱礼涛、李敏、李昇             | 提名 |
| 2021   | 第30届华鼎奖               | 中国电影最佳男主角 | 刘德华                         | 獲獎 |
| 2021   | 第13届澳门国际电影节       | 最佳导演           | 邱礼涛                         | 提名 |
| 2021   | 第13届澳门国际电影节       | 最佳女配角         | 倪妮                           | 提名 |
| 2021   | 第13届澳门国际电影节       | 最佳摄影           | 陈广鸿                         | 提名 |
| 2021   | 第34屆中國電影金雞獎       | 最佳剪接           | 鍾煒釗                         | 獲獎 |
| 2022年 | 第28屆香港電影評論學會大獎 | 最佳導演           | 邱禮濤                         | 提名 |
| 2022年 | 第28屆香港電影評論學會大獎 | 最佳編劇           | 邱禮濤、李敏、李昇             | 提名 |
| 2022年 | 第28屆香港電影評論學會大獎 | 推薦電影           | 《拆彈專家2》                  | 獲獎 |
| 2022年 | 第40屆香港電影金像獎       | 最佳剪接           | 鍾煒釗                         | 提名 |
| 2022年 | 第40屆香港電影金像獎       | 最佳動作設計       | 李忠志                         | 提名 |
| 2022年 | 第40屆香港電影金像獎       | 最佳音響效果       | 聶基榮、葉兆基                 | 提名 |
| 2022年 | 第40屆香港電影金像獎       | 最佳視覺效果       | 梁偉民、林洪峯、刁璟瑋、洪敏詩 | 提名 |

## 備註
1. ↑  因2019冠狀病毒病疫情，香港全部戲院由2020年12月2日停業至2021年2月17日，而之前的票房冠軍為2020年電影《鬼滅之刃劇場版 無限列車篇》。